# 滇雪花
滇雪花（学名：Argostemma yunnanense）为茜草科雪花属下的一个种。其种加词“yunnanense”意为“云南的”。